# خیابان چهارم (منهتن)
خیابان چهارم (انگلیسی: 4th Street) یک خیابان در منهتن، نیویورک است.
این خیابان که دارای ۳٫۲ طول است از خیابان دی در شرق شروع و در خیابان سیزدهم در غرب به پایان می‌رسد.

## نگارخانه

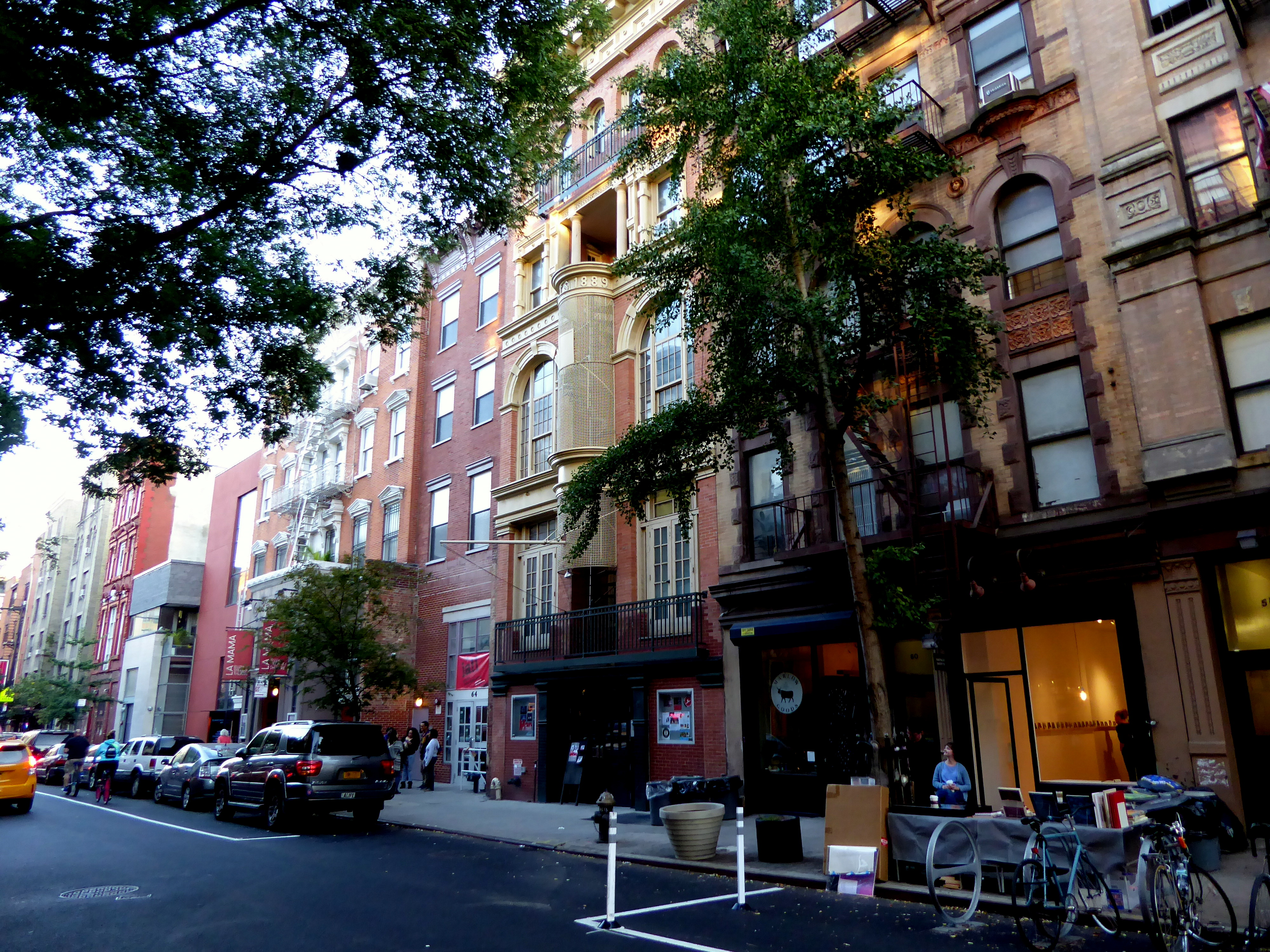
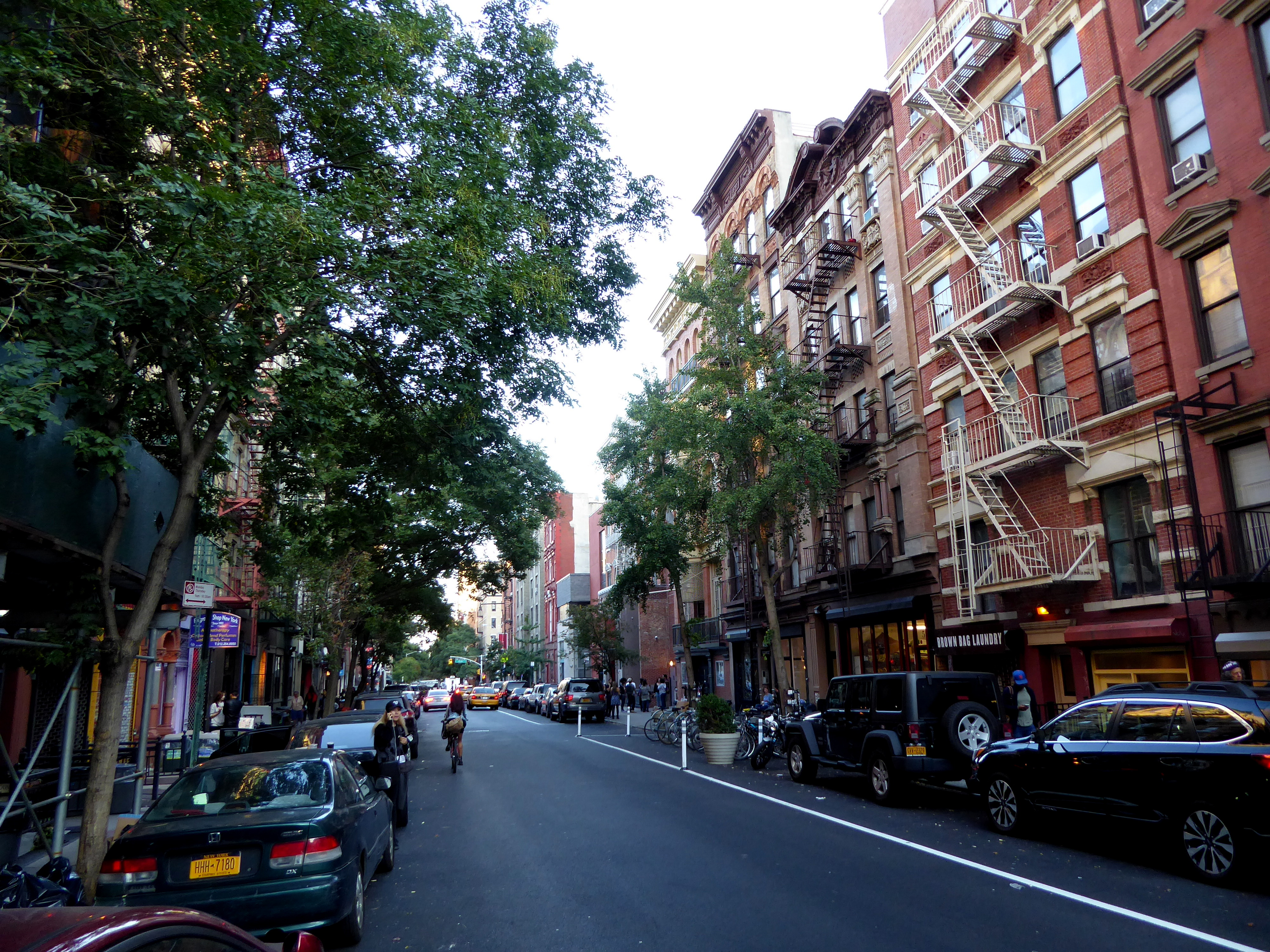
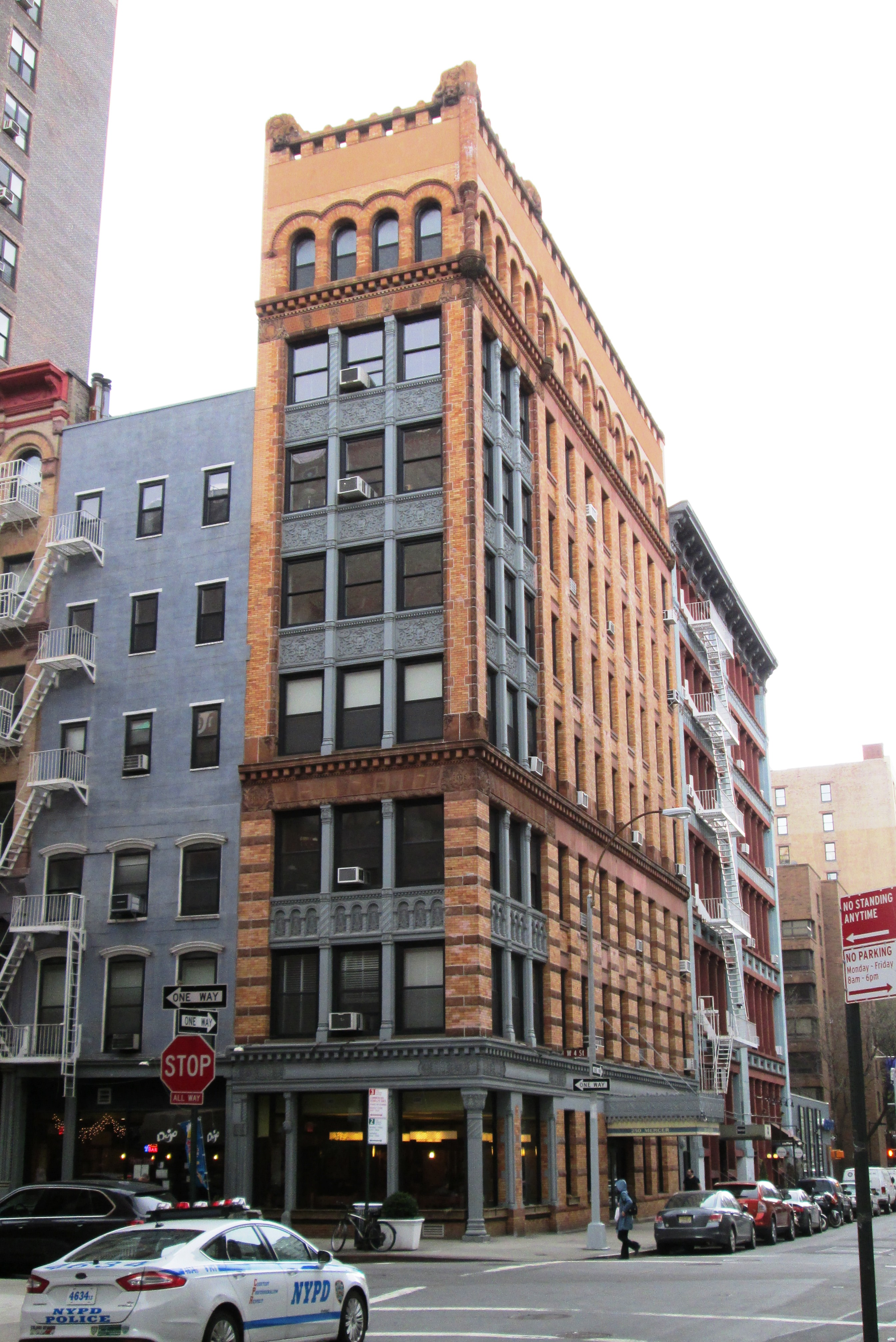